# أنطونيو أستا
أنطونيو أستا (بالإيطالية: Antonino Asta)‏ هو لاعب كرة قدم ومدرب كرة قدم إيطالي، ولد في 17 نوفمبر 1970 في ألكامو في إيطاليا. شارك مع منتخب إيطاليا لكرة القدم. أما مع النوادي، فقد لعب مع نادي باليرمو ونادي تورينو ونادي مونزا ونادي نابولي.

## وصلات خارجية
- أنطونيو أستا على موقع قاعدة بيانات كرة القدم.إي يو (الإنجليزية)
- أنطونيو أستا على موقع ناشيونال فوتبول تيمز (الإنجليزية)
- أنطونيو أستا على موقع عالم كرة القدم.نت (الإنجليزية)